# Rozbicie więzienia w Zamościu (1946)
Rozbicie więzienia w Zamościu – akcja antykomunistycznego podziemia niepodległościowego  przeprowadzona w Zamościu 8 maja 1946 r.

## Historia
W 1946 r. komunistyczne służby dokonały na terenie Zamojszczyzny aresztowania wielu członków podziemia antykomunistycznego. W pierwszej połowie kwietnia 1946 r. kpt. Marian Pilarski ps. „Jar”, komendant zamojskiego Obwodu Zrzeszenia Wolność i Niezawisłość, podjął decyzję o ich uwolnieniu. Na dowódcę akcji został wyznaczony por. Roman Szczur ps. „Urszula”, komendant Rejonu Stary Zamość krypt. „Jaśmin”. 
Aresztowani byli przetrzymywani w więzieniu przy ul. Okrzei w Zamościu. Żołnierze podziemia przeprowadzili szczegółowe rozpoznanie terenu więzienia. Dzięki informacjom przekazanym przez strażników więziennych, Romana Sebastianiego i Jana Radziejowskigo, oraz byłych więźniów ustalono układ korytarzy i rozmieszczenia cel. Pozwoliło to na przygotowanie szczegółowego planu ataku. Atak został zaplanowany na 8 maja 1946 r., gdyż spodziewano się mniejszej obsady wśród personelu więziennego. 
Atak przeprowadziło ok. 18. żołnierzy podziemia z placówek Udrycze, Wisłowiec i Sitaniec. Oddział został zgrupowany w podmiejskim tartaku, skąd wieczorem przedostał się na teren miasta. Do ataku przystąpiono ok. godziny 21:00. Po obezwładnieniu strażnika przy więziennej bramie oddział szturmowy przechwycił dwóch oficerów Korpusu Bezpieczeństwa Wewnętrznego (Jana i Józefa Kościków), którzy wracali z kolacji na terenie miasta. Oficerowie i strażnik zostali podprowadzeni pod bramę więzienna i wykorzystani do skłonienia strażnika do jej otwarcia. Następnie grupa uderzeniowa zaatakowała wartownię oraz kancelarię więzienną. W trakcie walki spośród atakujących zginął Edward Świst ps. „Miś”, a rany odniósł Stefan Policha ps. „Krasnopolski”. Zginął również jeden z funkcjonariuszy, schwytano naczelnika więzienia Wawrzyńca Siwca. Zdobycie tych pomieszczeń pozwoliło na przejęcie kluczy i otwarcie cel. Uwolniono 301 osób, w tej liczbie znaleźli się zarówno więźniowie polityczni jak i kryminalni oraz Volksdeutsche. 
Po akcji żołnierze podziemia wykonali udany odwrót. Funkcjonariusze służby więziennej byli przekonani, że w ataku brało udział ok. 100. napastników. Jednym ze skutków ataku była zmiana procedur obowiązujących w więziennictwie.

## Upamiętnienie
Akcja rozbicia więzienia została upamiętniona na tablicy zamontowanej na murze Zakładu Karnego, organizowane są również rocznicowe inscenizacje upamiętniające to wydarzenie.